# Rolf Hirschland
 (avril 2019).
Rolf John Hirschland, né le 16 février 1907 à Hambourg et décédé le 27 février 1972 à Mantes-la-jolie, est un artiste peintre et dessinateur d'origine allemande.
Développant un style figuratif qui lui est propre, la critique le rapproche parfois de l'expressionnisme, du surréalisme et de l' École de Paris. Toutefois, cet artiste a toujours exposé seul et n'a jamais appartenu à aucun mouvement.
Tombé dans l'oubli du fait de circonstances liées entre autres à la guerre et à l'exode, des musées et collectionneurs éclairés ont cependant acquis ses œuvres, permettant sa redécouverte.

## Biographie

### Enfance et Formation
Rolf John Hirschland, né à Hambourg le 16 février 1907, est le fils unique d'Arthur Hirschland et de Cilly Elsoffer, une famille de banquiers et d'armateurs originaire d'Essen et de Hambourg, liée à la Bankhaus Simon Hirschland, fondée en 1841. La famille vit 79 Harvestekuder, dans une grande maison bourgeoise de trente pièces. Après l'obtention de son diplôme d'études secondaires au lycée Heinrich Hertz, il rentre à l'école des beaux-arts de Hambourg dans l'atelier de Arthur Illies puis de Willy von Beckerath (de) et poursuit ses études artistiques à l'académie des beaux-arts de Berlin dans l'atelier de Ferdinand Spiegel (de) et d'Emil Orlik.

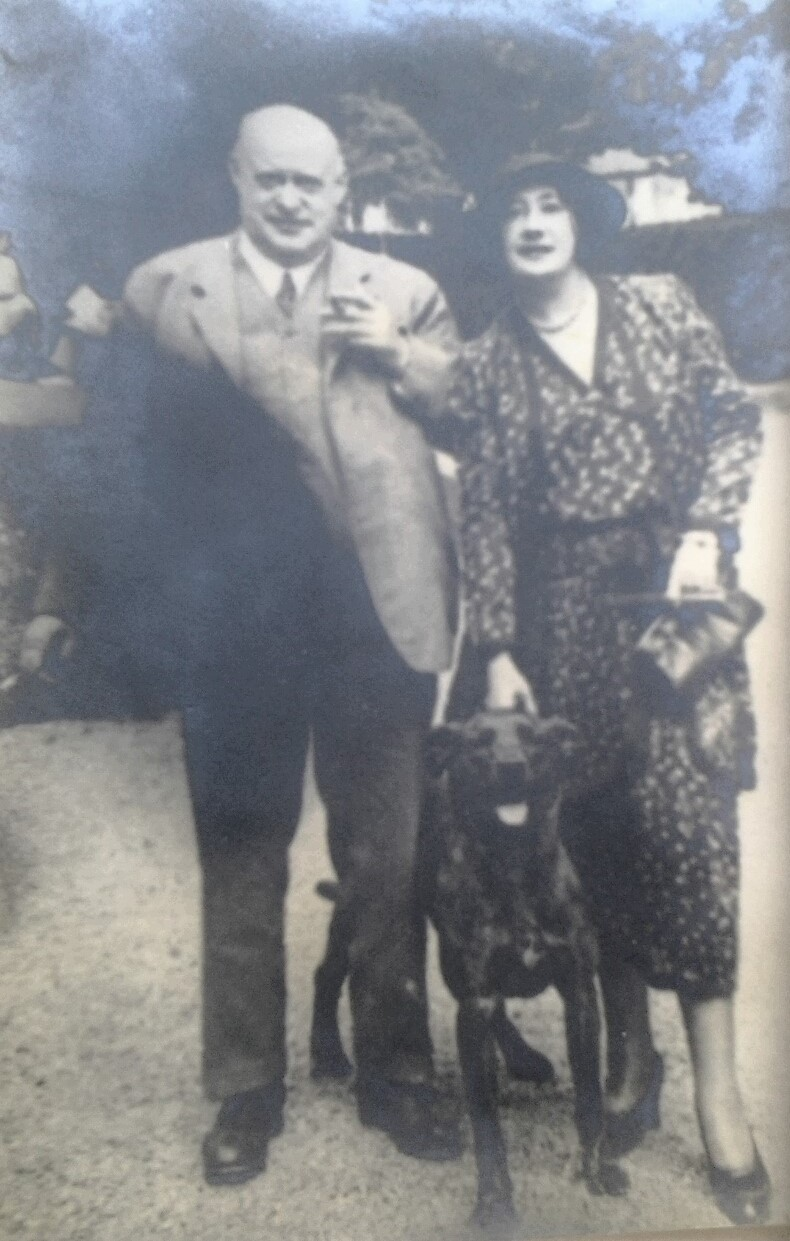
Arthur et Cilly Hirschland, les parents de Rolf

### Arrivée en France, 1928-1933
En 1928, ses parents acceptent qu'il quitte l'Allemagne pour s'installer à Paris à la seule condition qu'il s'inscrive en faculté de médecine. Rolf se soumet à leur souhait et poursuit sa formation artistique dans les ateliers d'Ossip Zadkine, au No 100 Rue d'Assas, et de Charles Despiau. Ces deux sculpteurs vont marquer le style de Rolf qui, en  intégrant les influences des mouvements artistiques de l'époque commence à peindre en toute indépendance.

### Voyage en Espagne, 1933-1934

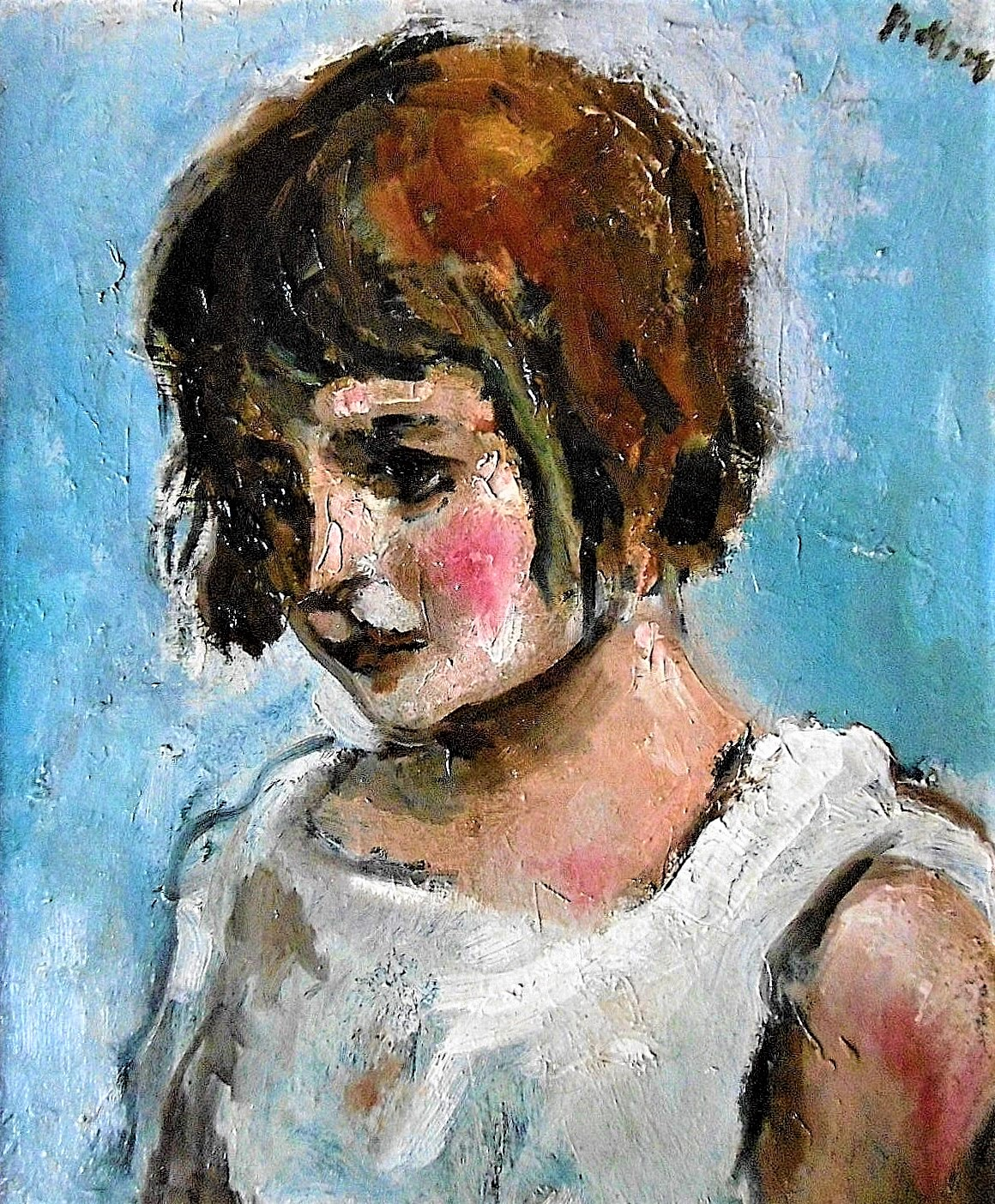
Portrait de Fillette, collection privée

Rolf part en Espagne en 1933, il séjourne à Cadaquès, LLansa et dans des villages isolés entre mer et montagne où il observe la population constituée presque exclusivement de familles de pêcheurs. Rolf dessine au fusain sur de grandes feuilles (60 × 80 cm). Ces modèles sont des femmes sèches et ridées, des hommes petits, musclés et basanés mais également des enfants espiègles. Les sujets de Rolf sont en harmonie avec le sol aride de cette région de la Catalogne.

### Retour en France, 1934-1939
Il rentre à Paris en novembre 1934, s'installe 7 rue Santos Dumont dans le 15e arrondissement et fait sa première grande exposition à la galerie Georges Petit où sont exposées les toiles qu'il a brossées en Espagne lors de son voyage. Cette manifestation rencontre un beau succès ; le critique Louis Vauxcelles préface le catalogue de l'exposition. L'État français achète un tableau Rolf pour le musée du Jeu de Paume. Puis Rolf Hirschland voyage, peint et expose dans les principales villes de France. Durant cette période enchantée il rencontre Mathilde Regenet (1909-1989) qui devient sa muse puis son épouse. En 1936 Mathilde donne naissance à son premier fils, Axel Luc Hirschland.

### Le début de la guerre
En septembre 1939, la France entre en guerre avec l'Allemagne. Rolf du fait de sa nationalité allemande est contraint de rejoindre le camp d'internement d'Arandon pendant que son épouse et son fils s'installent près de la frontière espagnole, à Amélie-les-Bains. Libéré du camp d'Arandon en mars 1940, Rolf se porte volontaire pour incorporer l'armée de l'air comme "rampant" à Bron près de Lyon. Il reste ensuite deux mois à Lamastre avant de décider de s'installer à Marseille.Comme de nombreux artistes et intellectuels juifs allemands, il est déchu de la nationalité allemande le 7 juin 1941. Les biens qu'il possède en Allemagne sont confisqués conformément aux lois sur l'aryanisation.
Dès l’été 1940, Marseille est devenue l’une des principales villes refuges de la zone non occupée. Français ou étrangers, souvent originaires du Reich ou des territoires qu’il a annexés, la plupart des réfugiés, ordinaires ou notoires, y aboutissent dans l’espoir de trouver une porte de sortie. La plupart se savent ou se sentent menacés par les nazis. Beaucoup sont juifs. Beaucoup ont combattu le fascisme. Parmi eux, pris dans la nasse marseillaise, de nombreux militants et responsables politiques, des intellectuels et des artistes, un condensé des avant-gardes européennes. Durant cette période une faune d’intermédiaires peu scrupuleux profite sans retenue de la confiscation des œuvres d’art mais cela n'empêche pas Rolf d'exposer ses peintures à la galerie Giraudo à Marseille pendant qu'il se cache jusqu'en 1942 dans une grande maison du quartier Saint Marcel. Durant cette période il continue à peindre et son style s'affirme.
En 1942 sa maison de Marseille est pillée par les allemands et environ deux cents de ses œuvres sont volées ou détruites. Rolf fuit avec son épouse et son fils à Forcalquier de 1942 à 1943 puis à Allevard-les-Bains de juin 1943 à la Libération en septembre 1944.
Les parents de Rolf, Arthur et Cilly Hirschland sont dénoncés et arrêtés en 1943 à Nice puis déportés en Pologne dans le camp d'Auschwitz où ils sont assassinés.

### Retour à Paris

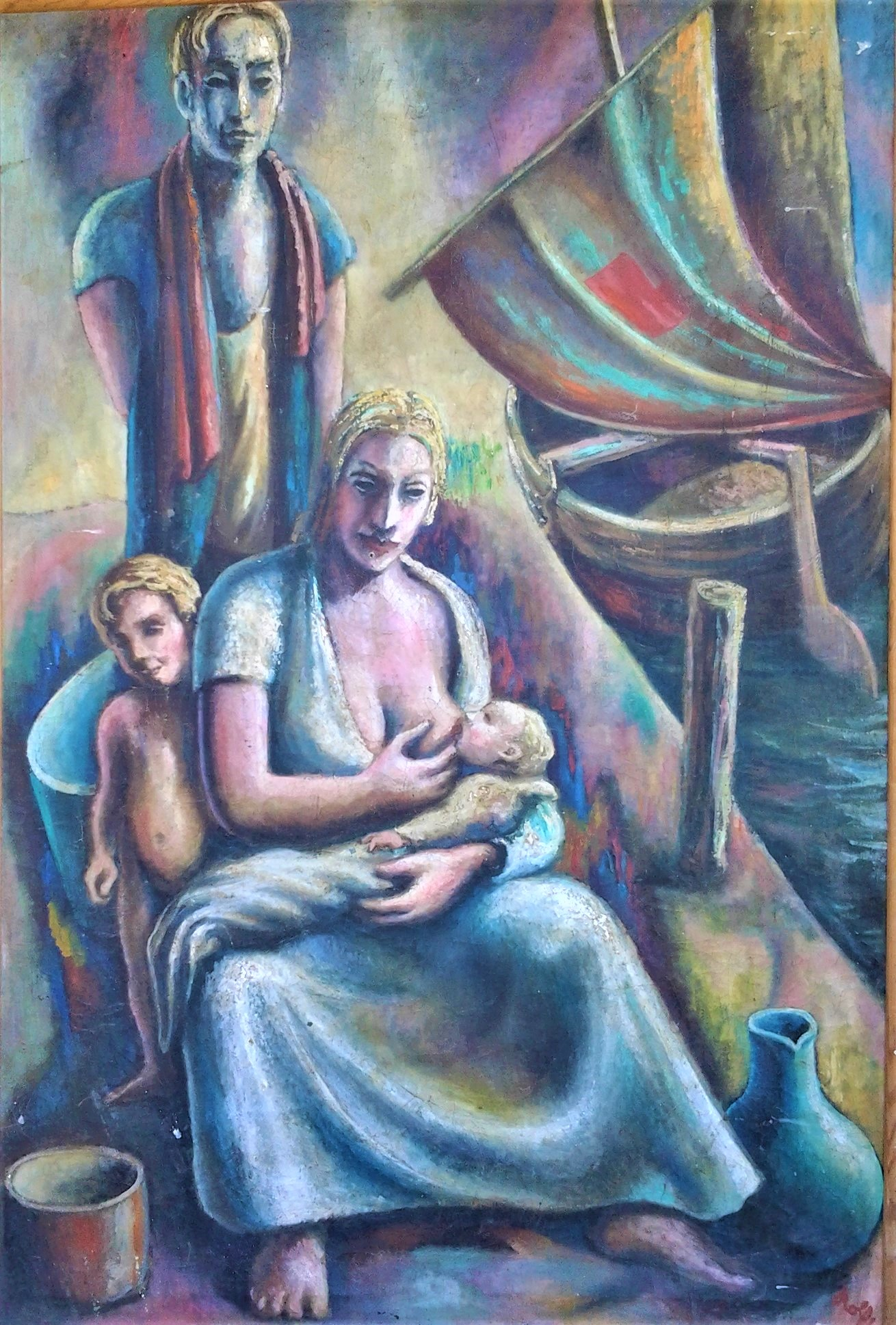
La Famille, collection privée

En novembre 1944 son épouse Mathilde donne naissance, à Nice, à leur deuxième enfant, Chantal. Après la Libération Rolf tente un retour à Paris, mais ruiné, il ne parvient pas à trouver un logement. Il a tout perdu, sauf son talent et son envie de peindre. Il revient à Nice et trouve un appartement sur la promenade des anglais avec un bel atelier lumineux donnant sur un jardin.

### Exil aux États-Unis
En 1947 Rolf part voir ses cousins émigrés aux États-Unis pour récupérer son héritage. Plusieurs membres de la famille Hirschland ont survécu en fuyant l'Europe. Rolf s'installe chez un cousin à New York. Durant son séjour Rolf peint, expose et vend ses tableaux (le musée of modern art de New-York, le MoMa, lui achète 8 tableaux).

### Retour définitif en France
Rolf est cependant nostalgique de la France, l'ambiance artistique de l'école de Paris lui manque. En 1948, il rentre à Paris et installe son atelier à la Ruche, une cité d'artistes située dans le quartier Saint-Lambert du 15e arrondissement. Dans ce nouvel atelier Rolf Hirschland délaisse ses expériences à la limite de l'abstrait pour un style figuratif réduit à l'essentiel.
En 1950, une grande exposition lui est consacrée à Paris à la galerie Drouant-David, le catalogue de l'exposition est préfacé par le critique Maximilien Gauthier. Rolf continue à peindre et à se renouveler en s'affirmant comme un peintre qui œuvre à égale distance du cubisme et du surréalisme. L'écrivain et critique d'art Jean Bouret dans la revue Arts du 26 mai 1950 écrit que Rolf s'insère dans la lignée des expressionnistes modernes pour qui la figure ne compte pas mais seulement l'éclatement des volumes.

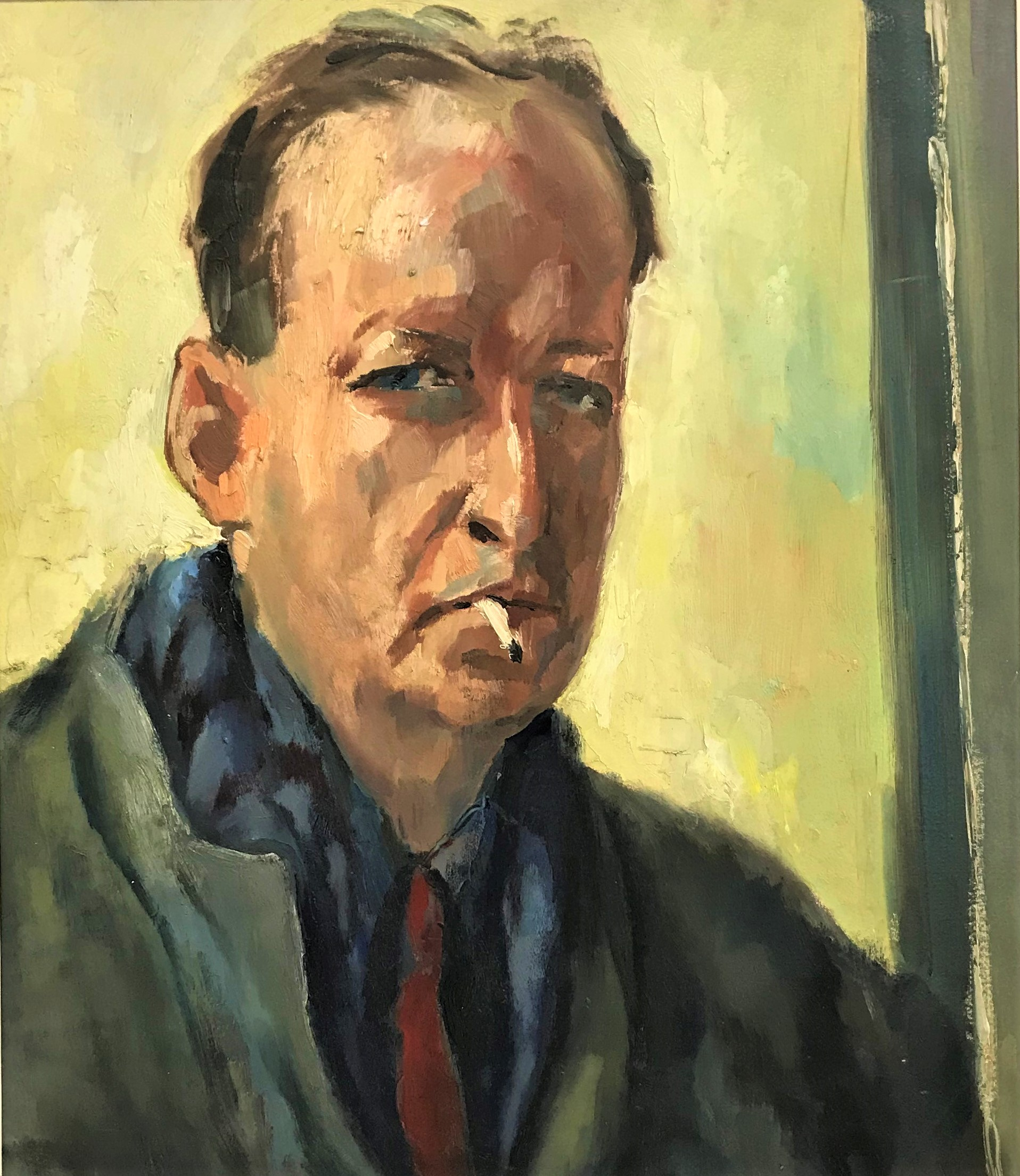
Autoportrait à la cravate rouge, coll. privée.

En 1953, une autre exposition de ses peintures se tient à la galerie Mirador à Paris, c'est le journaliste Louis Dornand qui préface le catalogue de l'exposition. Les éloges et le succès sont au rendez-vous. Il rencontre Adèle Dautricourt qui devient sa muse et donne naissance à Flore, troisième enfant de Rolf. Mathilde quitte alors Rolf.
En 1954, Rolf Hirschland installe son atelier pour l'été dans le bassin d'Arcachon. Il expose ses peintures à La Rochelle dans la galerie Mallard, à Bordeaux et à Arcachon. Le style pictural de Rolf évolue avec aisance entre l'art figuratif et l'art abstrait.
En 1956, le docteur Charles Ber, médecin retraité, passionné par les artistes contemporains, fait sa rencontre et devient son mécène. Les deux hommes nouent de solides liens d'amitié ainsi que des liens commerciaux.
En 1957, bien que l'environnement de l'atelier parisien de la Ruche soit propice à ses créations, Rolf se sent à l'étroit. Il a alors la chance de pouvoir déménager à Limours, à 40 kilomètres au sud-ouest de Paris, dans les dépendances de l'ancien château mises à la disposition des victimes du nazisme grâce aux efforts de Max Dessauer et l'argent fourni par la République fédérale allemande comme réparation. Rolf Hirschland partage un grand atelier avec deux autres artistes peintres et une céramiste.
En 1958, le docteur Charles Ber organise une exposition à la galerie Marcel Bernheim à Paris, Louis Dornand préface à nouveau le catalogue. Charles Ber propose à Rolf Hirschland une convention d'achat de ses tableaux. En tant que peintre de l'école de Paris il donne une toile au musée national de Djakarta en Indonésie au cours d'une cérémonie organisée à l'ambassade de la république d'Indonésie à Paris le 27 février 1959.

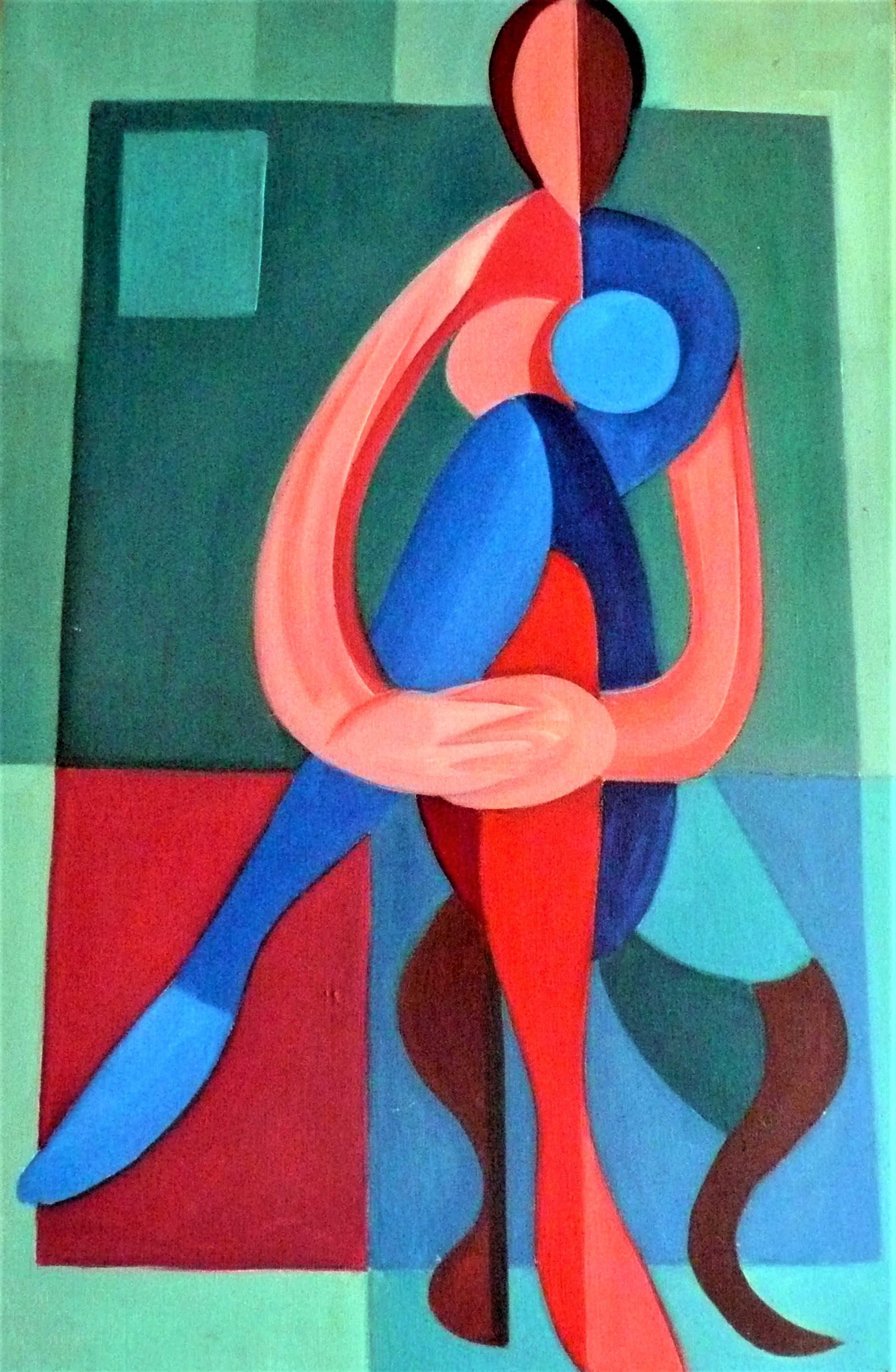
Femme rouge et bleu, coll. privée

Après la naissance de son quatrième enfant, Thierry, en septembre 1960, Rolf épouse Adèle le 15 novembre 1961.
Le 15 avril 1962 Charles Ber ouvre la Galerie Alençon-Peinture dans le 15e arrondissement à Paris, 4 rue d'Alençon. Rolf signe avec le docteur Ber une convention d'achats de ses œuvres. Les tableaux de Rolf se vendent bien. Il expose ses peintures en Israël, au foyer culturel de l'ambassade de France à Tel Aviv en avril 1961.
En 1963, Rolf quitte Paris pour surveiller la construction de sa future habitation dans le sud de la France. Il déménage avec sa famille et s'installe à Joucas (Vaucluse) dans la maison où il a fait aménager un grand atelier.
Il travaille sans relâche et participe à de nombreuses expositions dans le sud de la France (Cannes, Marseille, Montpellier, Carpentras). Ses relations avec le docteur Ber se distendent du fait de l'éloignement géographique. Le docteur Ber continue néanmoins de lui acheter des tableaux pour la galerie Alençon qu'il fait photographier par les studios Agraci (Arts Graphiques de la Cité).
En 1968, Adèle, enceinte quitte Rolf pour rejoindre Auroville en Inde, une ville expérimentale située à 10 kilomètres au nord de Pondichéry où elle accouche d'Aurine. Rolf reconnait Aurine comme sa fille. Arlette revient en 1969 prendre Flore et Thierry pour vivre à Auroville. Rolf vit très mal cette séparation. Il vend la maison de Joucas et retourne à Paris. Il s'installe chez Fernande Maccari, une artiste peintre, qui devient sa troisième et dernière compagne.
Souffrant de problèmes cardio-vasculaires et de diabète, Rolf décède d'un malaise cardiaque le 27 février 1972 lors d'un dîner chez des amis à Mantes-la-Jolie, à l'âge de 65 ans. Il est enterré dans le cimetière de Gassicourt, à Mantes-la-Jolie.
En 2007, le Hamburgmuseum organise de septembre à décembre une exposition sur Les artistes de Hambourg exilés de 1933 à 1945. Des tableaux de Rolf, prêtés par son fils ainé Axel, y sont exposés. Le catalogue de l'exposition, Geflohen aus Deutschland: hamburger künstler im 1933-1945 signé Maïke Bruhn et publié aux éditions Temmen, remet Rolf en lumière.

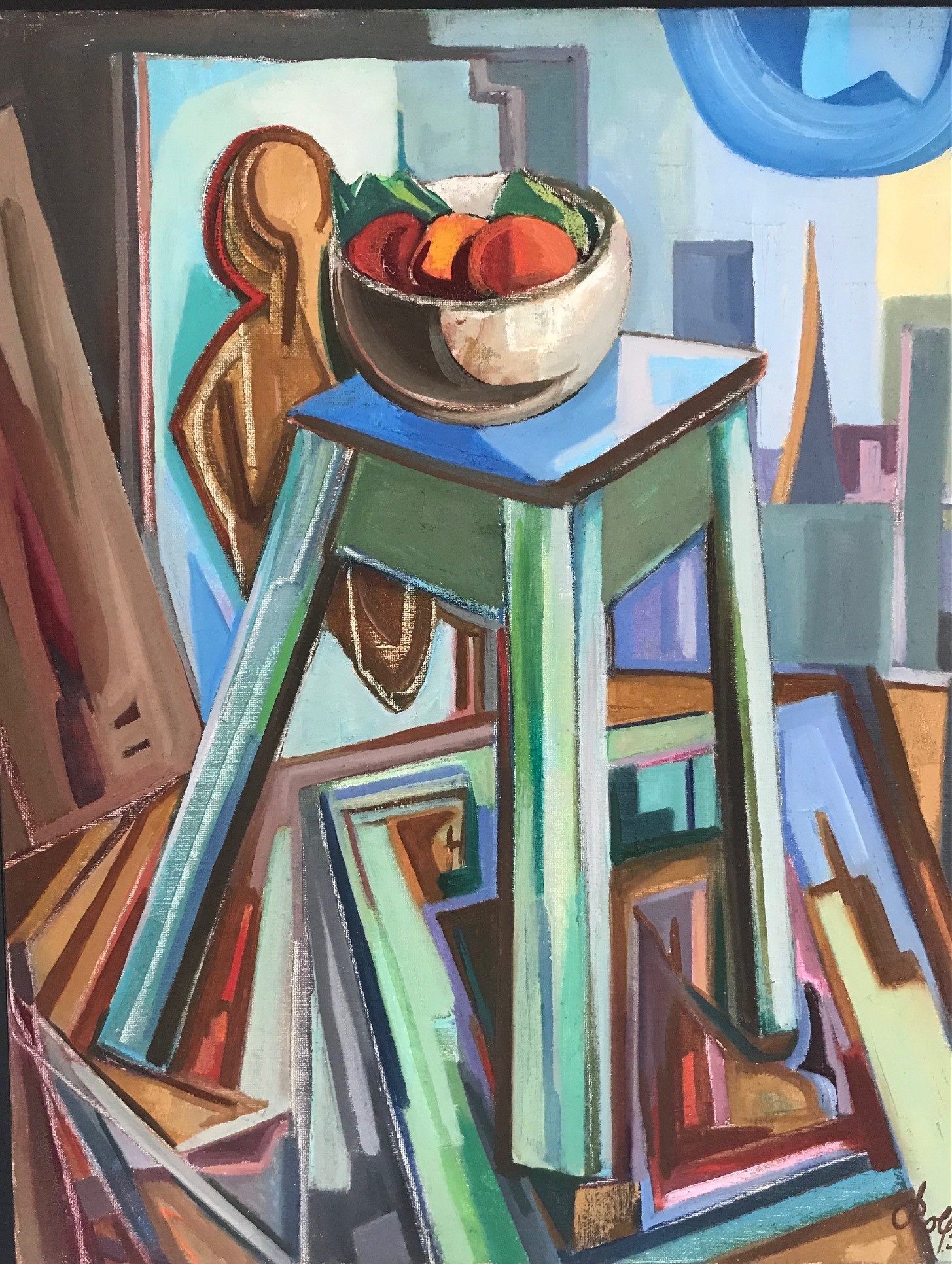
L'Atelier à la corbeille de fruits, coll. privée.
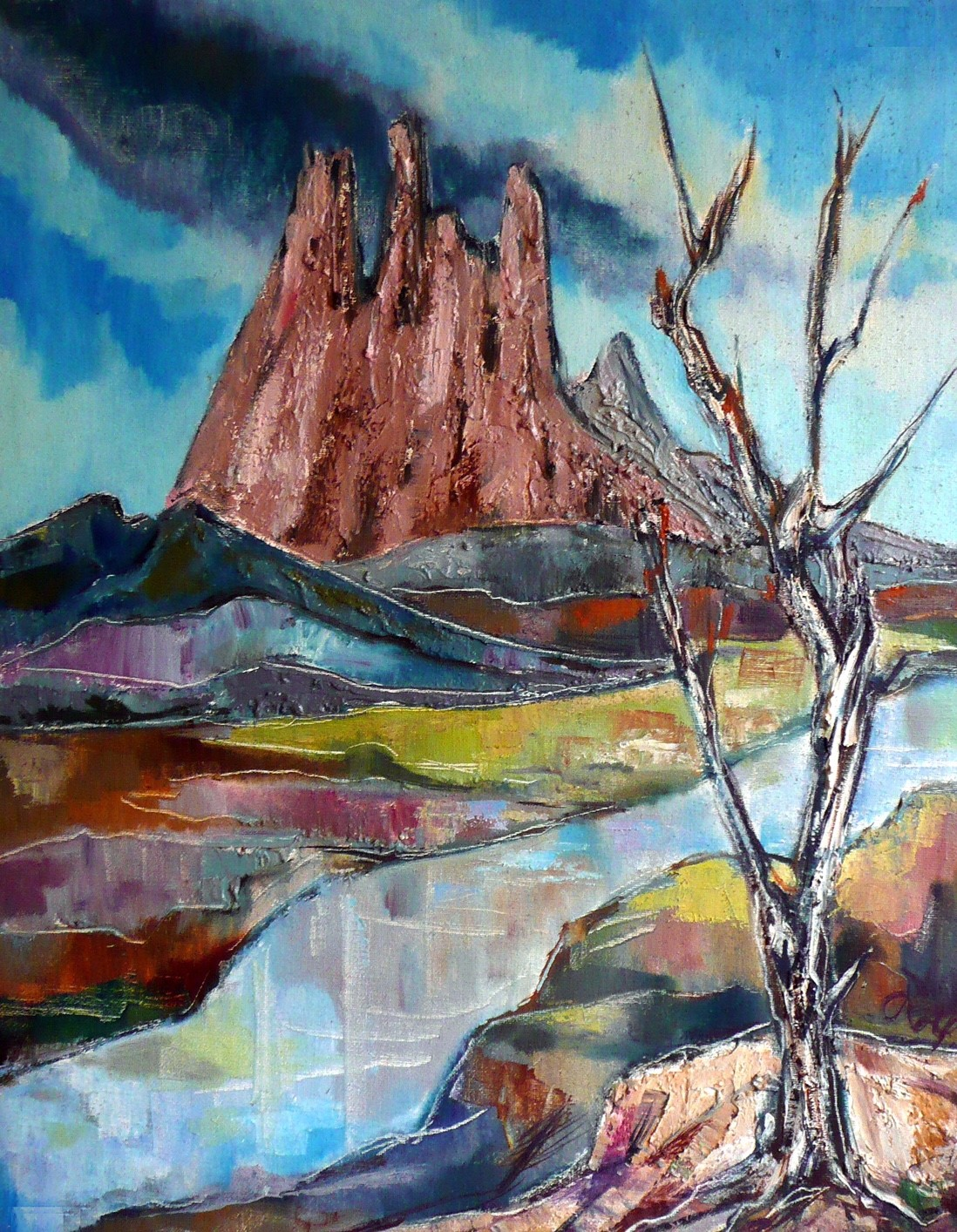
Paysage méditerranéen, coll. privée.
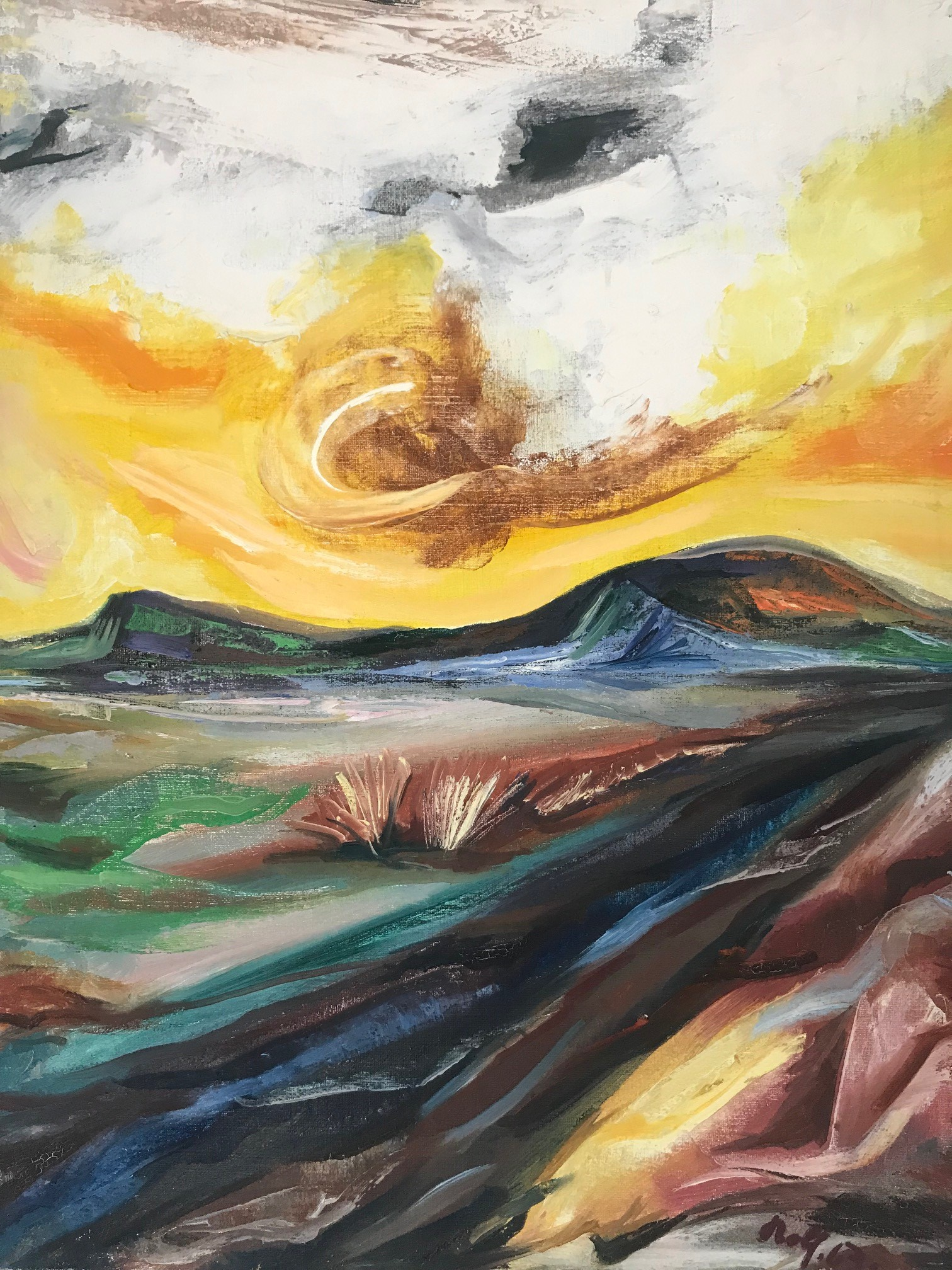
Paysage flamboyant, coll. privée.

## Style et techniques
Rolf Hirschland est classé chez les peintres expressionnistes et les peintres de l' École de Paris mais il ne peut être rattaché exclusivement à cette école. Sa peinture penche parfois vers le cubisme, l'abstrait et même le surréalisme comme de nombreux artistes considérés comme avant-gardistes

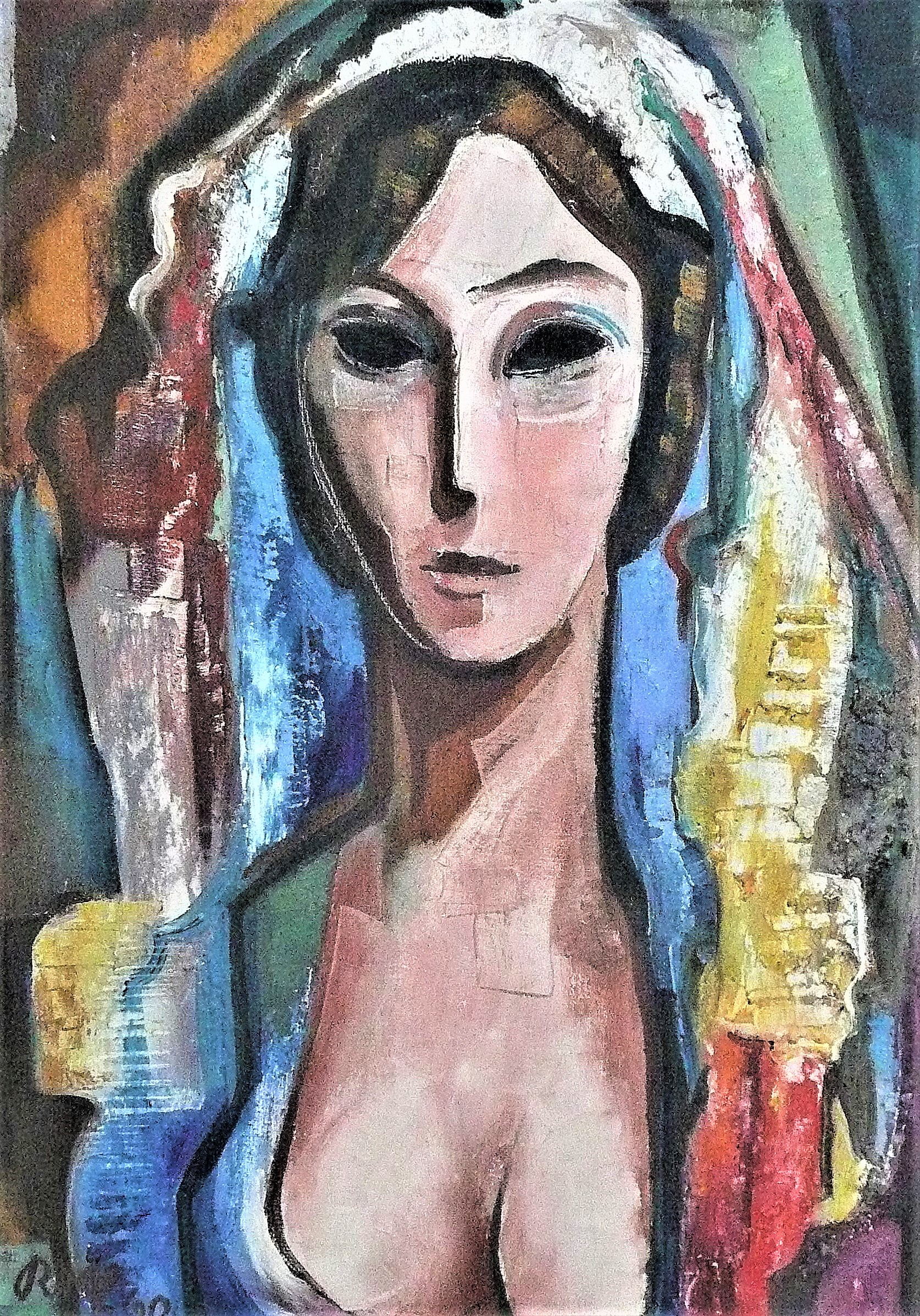
Femme au voile polychrome, coll. privée.

La force domine dans ses toiles, les compositions sont architecturales et sculpturales, les couleurs riches et leur juxtaposition franche. La matière est épaisse avec des empâtements généreux appliqués avec vigueur et spontanéité.
Ses sujets sont l'amour maternel et la mère nourricière aux seins généreux, l'homme qui médite sous la forme d'un christ, d'un bouddha ou d'un rabbin, les paysages couverts d'un ciel tourmenté annonciateur d'évènement important, les natures mortes et des portraits réalistes brossés avec vigueur.

## Expositions
- 1934 Galerie Georges Petit, Paris

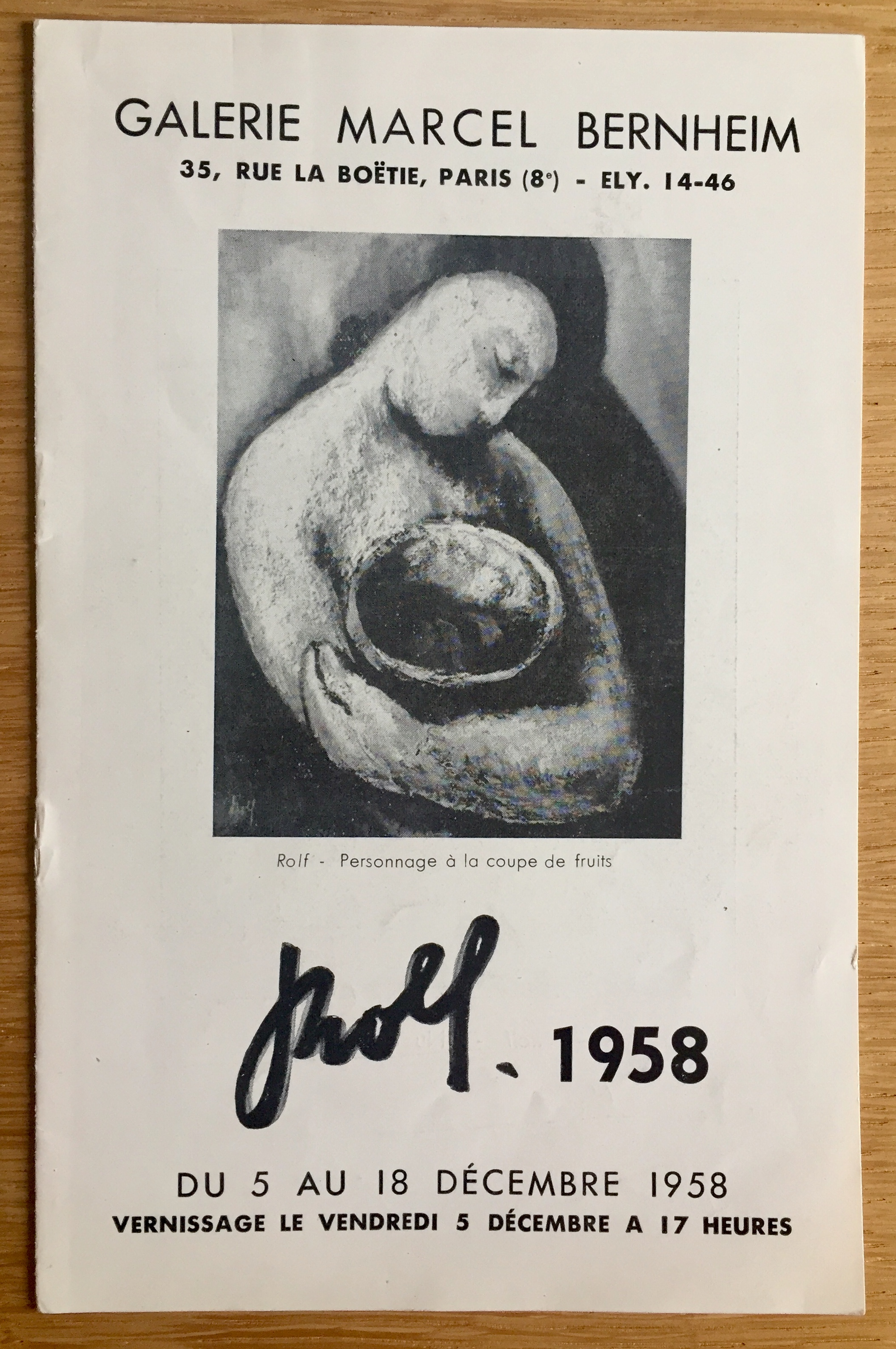
Couverture du catalogue de l'exposition à la galerie Marcel Bernheim, décembre 1958

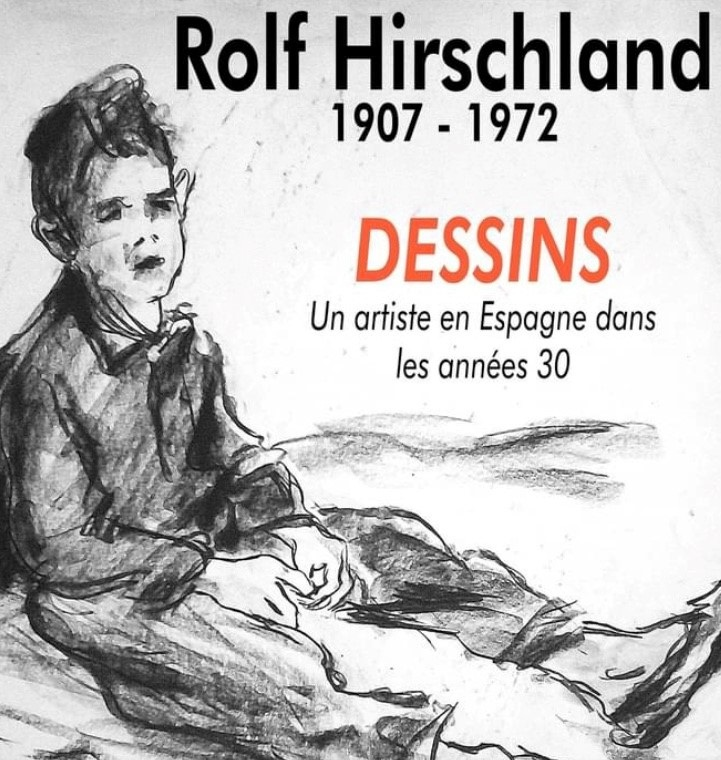
Affiche de l'exposition galerie de la Tour Saint-Étienne à Orléans, septembre 2021

- 1935 Plusieurs villes en France[réf. incomplète]
- 1941 Galerie Giraudo, Marseille
- 1950 Galerie Drouant-David, Paris
- 1953 Galerie Mirador, Paris[17]
- 1954 Galerie Mallard, La Rochelle
- 1954 Expositions à Bordeaux et Arcachon
- 1958 Galerie Marcel Bernheim, Paris
- 1960 Francfort
- 1961 Galerie Alençon, Paris
- 1961 Centre culturel de l'ambassade de France à Tel Aviv
- 1961 Bruxelles et Berlin
- 1963 Galerie Alençon, Paris
- 1963 Avignon, Carpentras, Montpellier, Nice
- 1966 Galerie Merinciano, Marseille
- 1967 en janvier, Galerie Miroir, à Montpellier
- 1967 Galerie Ducastel, Avignon
- 1967 Joucas
- 1967 Galerie du Porche, Nîmes
- 1969 Les Peintres de la Ruche et de Montparnasse, exposition ventes Hôtel Drouot (Paris)[18]
- 2007 Les artistes de Hambourg exilés de 1933 à 1945. Musée d'Histoire, Hambourg, septembre à décembre 2007
- 2021 Dessins d'Espagne. Galerie la Tour St Etienne, Orléans, du 17 septembre au 3 octobre 2021
- 2021 Rolf. Espace Carte Blanche, Marseille, du 12 au 23 octobre 2021

## Conservation, musées et collections
- Musée du Jeu de Paume, Paris[19]
- Musée of Moder Art  (MoMa), New-York[20]
- Musée National (Djakarta)
- Collection Klotz (Paris)
- Collection Oscar Ghez [21](Genève)
- Collection Montagné (Paris)

## Marché de l'art
Le 6 octobre 1969, le commissaire-priseur Claude Robert organise à Paris une vente intitulée Les peintres de la Ruche et de Montparnasse dans laquelle figurent 42 tableaux de Rolf Hirschland provenant de la collection du docteur Charles Ber. On trouve deux représentations des toiles de Rolf Hirschland dans le catalogue de vente. Le tableau Portrait à la cruche apparait sous la mention « personnage » (73 x 60 cm) au n° 14. Ce tableau est de nouveau mis en vente publique le 3 décembre 2018 par l'étude L'huillier & associés, reproduit dans le catalogue sous l'intitulé Portrait à la cruche signé en bas à droite « Rolf », lot n° 225.
Le 18 novembre 2020, l'étude De Baecque & associés vend deux tableaux de Rolf Hirschland à Marseille: le lot n°436 "Maternité" signé et daté "Rolf 61" et le lot n°437 "Nature morte" signé et daté "Rolf 60".

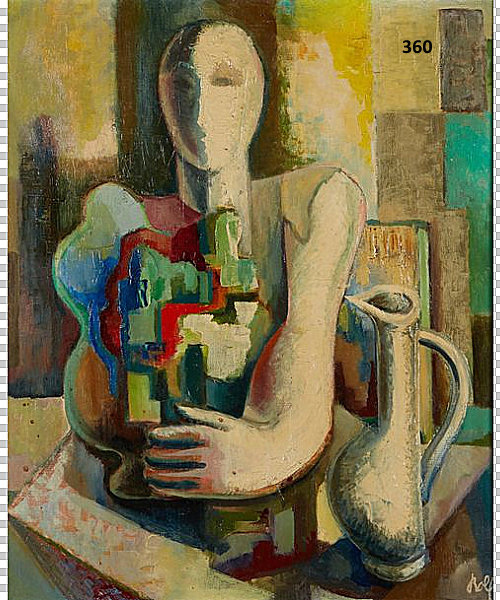
Portrait à la cruche, huile sur toile, 73 x 60 cm.
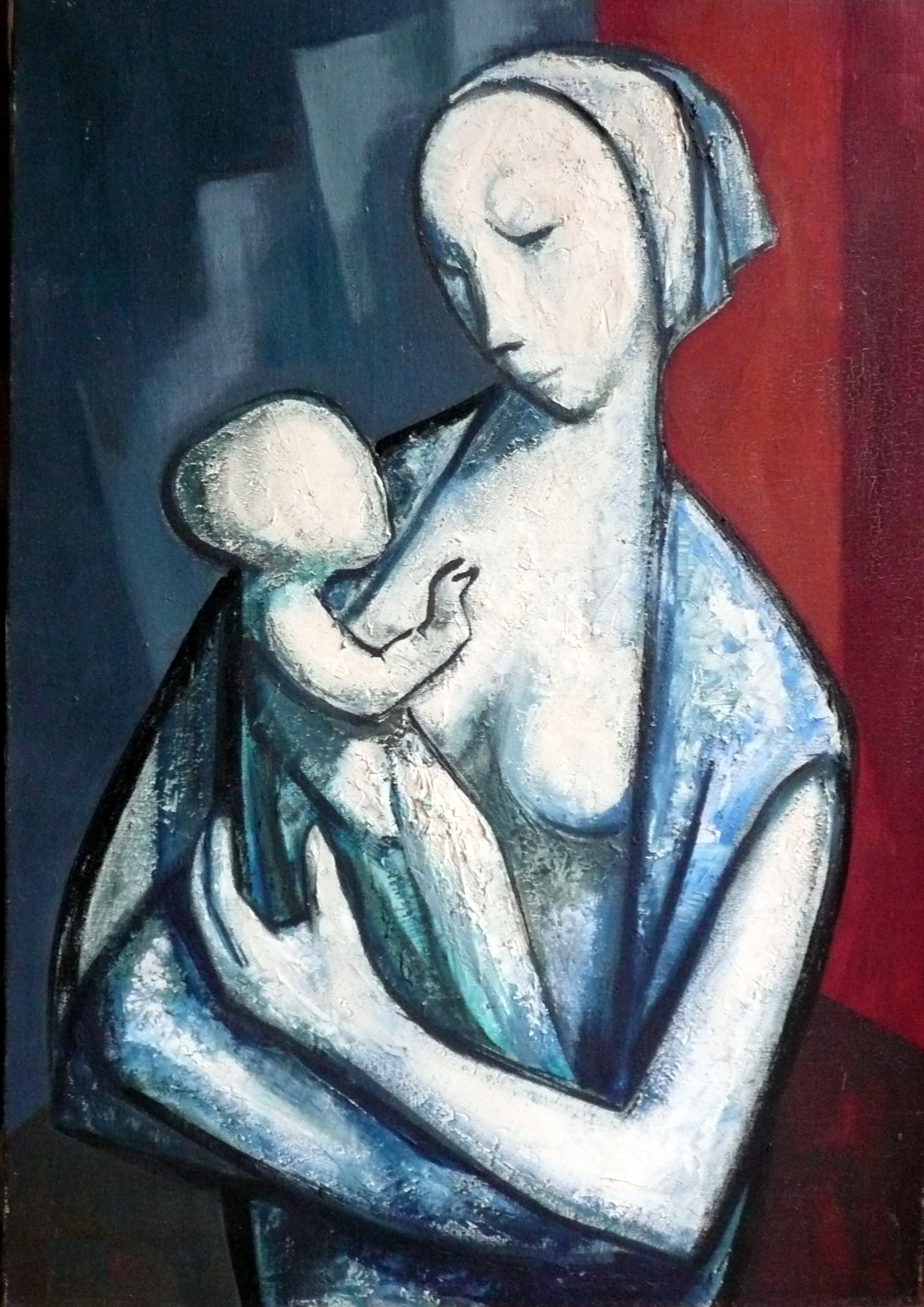
Maternité, huile sur toile, hauteur 92 cm, largeur 65 cm, signé et daté "Rolf 61".
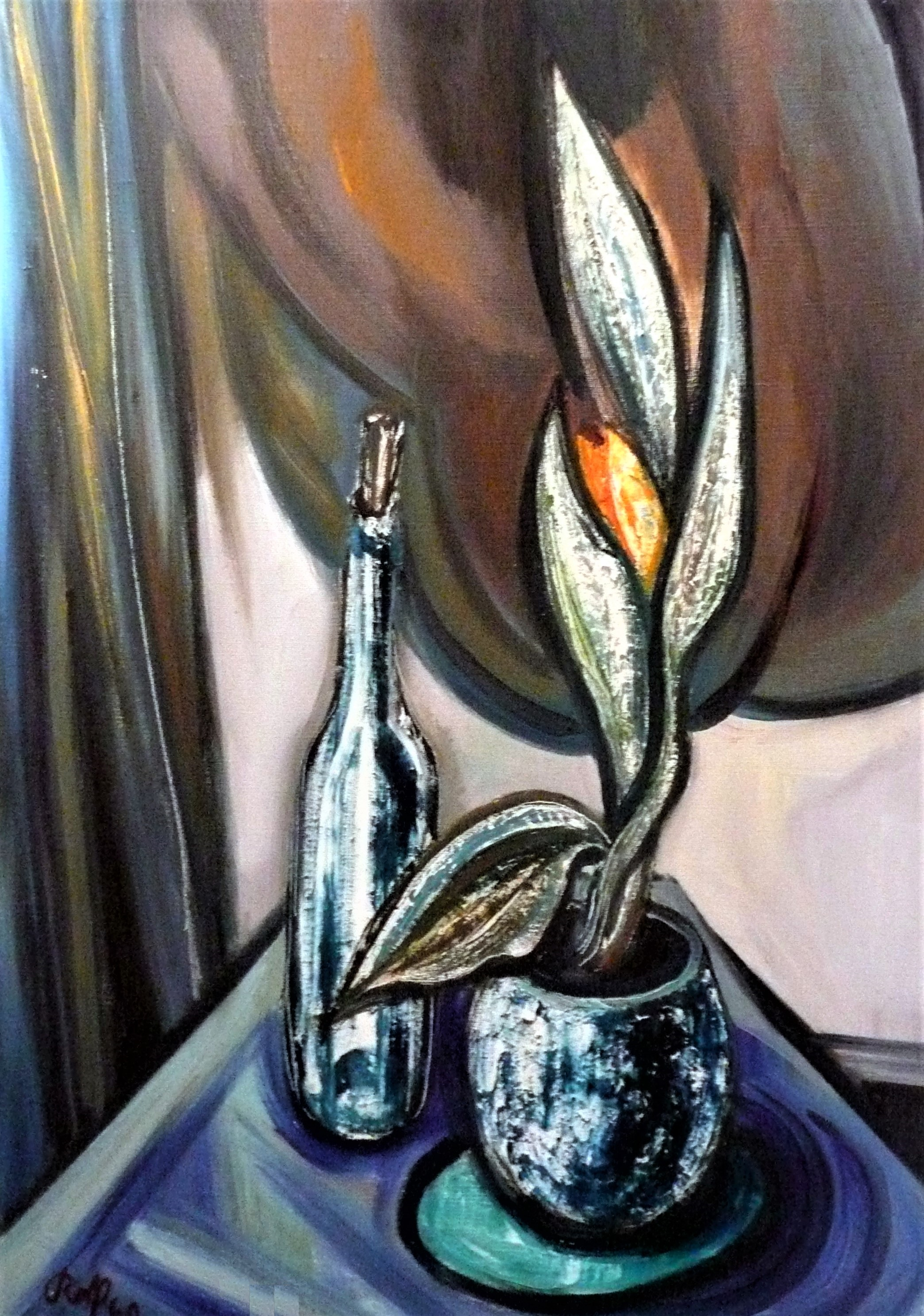
Nature morte, huile sur toile, hauteur 92 cm, largeur 65 cm, signé et daté "Rolf 60".